# Virginia Vargas
Pour les articles homonymes, voir Vargas.
Virginia "Gina" Vargas Valente (née à Lima le 23 juillet 1945) est une sociologue péruvienne et une figure bien connue du mouvement féministe dans son pays.

## Biographie
Virginia Vargas est née le 23 juillet 1945 à Lima, au Pérou, deuxième d'une famille de quatre enfants. Après l'école secondaire, elle fréquente l'Université catholique pontificale du Pérou de 1963 à 1968. Elle s'intéresse d'abord au théâtre et à la littérature, puis se tourne vers les sciences politiques.
En 1978, Vargas fonde le Centre Flora Tristán (en), une organisation péruvienne non gouvernementale qui étudie, éduque et milite en faveur des droits des femmes. Elle a été coordinatrice de l'organisation, puis directrice jusqu'en 1990. Vargas milite en faveur des  droits reproductifs des femmes au Pérou et est reconnue internationalement comme l'une des principales militantes péruviennes pour les droits des femmes.
En tant que chercheuse, Vargas étudie les mouvements sociaux du Cône Sud et le rôle des femmes dans le développement économique. Vargas voyage dans tout le Pérou au cours des années 1980 dans le cadre d'un programme de la Red de Mujeres de Educación Popular de Consejo de Educacion de Adultos de Americano Latino (CEAAL), une organisation régionale du Conseil international pour l'éducation des adultes. Elle organise des séminaires régionaux sur la méthodologie et la théorie à l'intention des mouvements de femmes.
Vargas travaille comme organisatrice et militante en Amérique latine de 1990 à 1998, fonde la division latino-américaine de DAWN (Development Alternatives with Women for a New Era) et fait campagne contre la stérilisation des femmes en 1998. Elle est professeure à l'Institut international d'études sociales de La Haye, aux Pays-Bas, dans le cadre du programme "Femmes et développement", où elle enseigne deux mois par an. Elle est professeure invitée dans des programmes d'études sur le genre à l'université du Wisconsin, aux États-Unis, ainsi qu'en Amérique latine et au Pérou. Elle participe activement à l'Articulación Feminista Marcosur, un réseau politique féministe latino-américain.
Vargas reçoit un prix UNIFEM lors de la quatrième conférence mondiale des Nations unies sur les femmes, qui s'est tenue à Pékin en septembre 1995. Elle est coordinatrice des ONG d'Amérique latine et des Caraïbes pour le Forum des ONG de la conférence. À partir de 2001, Vargas fait partie du comité international du Forum social mondial. Elle fait également partie du conseil consultatif de l'Institut pour la démocratie et la transformation mondiale de l'université nationale de San Marcos.